# BT-5
De BT-5 was een lichte tank uit de Tweede Wereldoorlog die in dienst was van de Sovjet-Unie. Het was een verbeterde variant van de BT-2. De BT-tanks waren een van de snelste tanks uit de Tweede Wereldoorlog.
De BT-5 was ook de basis van verschillende tanks en gemechaniseerd geschut, zoals:
- BT-5 vlammenwerper tank, alleen prototypes van gemaakt;
- RBT-5 - raket artillerie met twee 420mm-tank torpedo's, alleen prototypes;
- BT-5A - een lichte artillerie variant met 76,2mm-houwitser, enkele exemplaren van geproduceerd;
- BT-5-IS - een prototype met verbeterd front pantser;
- TT-BT-5 - een op afstand bestuurbare variant;
- PT-1A - een amfibische variant, enkele geproduceerd.